# Suphachalasaistadion
Suphachalasai Stadion, ook wel bekend als het Nationale Stadion, is een veelzijdig gebruik stadion in Bangkok, Thailand. Het wordt voornamelijk gebruikt voor voetbalwedstrijden. In het stadion kunnen 35.000 mensen het is geopend in 1935.
Het stadion is gebruikt voor de Aziatische Spelen van 1966, 1970 en die van 1978, ook is het stadion gebruikt voor de Azië Cup 2007.
Suphachalasai Stadion ligt bij het station National Stadium van de skytrain.